# Waltraud Fritsch-Rößler
Waltraud Fritsch-Rößler (* 5. November 1957 in Schwetzingen) ist eine deutsche Germanistin.

## Leben
Fritsch-Rößler studierte von 1976 bis 1982 Germanistik, Philosophie und Geschichte, das sie mit dem ersten Staatsexamen 1982 abschloss. Von 1982 bis 1985 studierte sie Klassische Archäologie im Magister-Grundstudium. 1988 folgte die Promotion in Germanistik / Alte Geschichte. Nach Lehraufträgen an der Universität Heidelberg war sie wissenschaftliche Assistentin und habilitierte sich 1997 in Älterer Germanistik an der Fakultät für Sprach- und Literaturwissenschaft der Universität Mannheim. Danach war sie dort Hochschuldozentin. 2000 hatte sie die Vertretung der Professur für Mediävistik an der Gerhard-Mercator-Universität Duisburg inne. Sie lehrte seit 2004 als Professorin für Ältere deutsche Literatur und Sprache an der Universität Innsbruck. Von 2005 bis 2007 war sie Leiterin des Instituts für Germanistik und von 2008 bis 2013 Dekanin der Philologisch-Kulturwissenschaftlichen Fakultät. Seit 2023 ist sie im Ruhestand.

## Forschungsschwerpunkte
Zu ihren Forschungsgebieten gehören das Werk Hartmanns von Aue, die mittelhochdeutsche Epik, die Literaturgeschichtsschreibung, die Editionsphilologie, die Wissenschaftsgeschichte und die Wechselwirkungen von Literatur und Psychoanalyse.

## Veröffentlichungen (Auswahl)
- Der „Tristan“ Gottfrieds von Straßburg in der deutschen Literaturgeschichtsschreibung (1768–1985). Lang, Frankfurt am Main/ Bern/ New York/ Paris 1989. ISBN 978-3-631-40418-8.
- Bibliographie der deutschen Literaturgeschichten. Mit Kommentar, Rezensionsangaben und Standortnachweisen. 2 Bände, Band 1: 1835–1899. Lang, Frankfurt am Main/ Bern u. a. 1994.
- Finis amoris. Ende, Gefährdung und Wandel von Liebe im hochmittelalterlichen deutschen Roman (= Mannheimer Beiträge zur Sprach- und Literaturwissenschaft. Band 42). Narr, Tübingen 1999.
- als Hrsg. mit Liselotte Homering: «Uf der mâze pfat». Festschrift für Werner Hoffmann zum 60. Geburtstag (= Göppinger Arbeiten zur Germanistik. Band 555). Kümmerle Verlag, Göppingen 1991, ISBN 3-87452-758-1.
- Frauenblicke – Männerblicke – Frauenzimmer. Studien zu Blick, Geschlecht und Raum (= Mannheimer Studien zur Literatur- und Kulturwissenschaft. Band 26). St. Ingbert 2002.
- als Hrsg.: cristallîn wort. Hartmann-Studien 1 (2007), Rahmenthema: Das Ambraser Heldenbuch. Mit Beiträgen von Klaus Amann, Roy A. Boggs, Michael Dallapiazza, Kurt Gärtner, Nicola Kaminski, Hannes Obermair, Scott E. Pincikowski, Max Schiendorfer und Manfred Günter Scholz. LIT-Verlag, Wien u. a. 2008, ISBN 978-3-8258-1097-9.
- Hartmann von Aue: Gregorius. Mittelhochdeutsch/Neuhochdeutsch. Nach dem Text von Friedrich Neumann neu herausgegeben, übersetzt und kommentiert. Reclam, Stuttgart 2011, ISBN 978-3-15-018764-7.